# Stazione di Gozzano
La stazione di Gozzano è una stazione ferroviaria posta lungo la ferrovia Domodossola-Novara a servizio dell'omonimo comune.

## Storia
Agli inizi del terzo millennio Rete Ferroviaria Italiana decise di deviare e rettificare il tracciato ferroviario passante all'interno dell'abitato di Gozzano, la cui urbanistica si era sviluppata nei decenni precedenti inglobando nel paese gran parte del percorso. L'ampia curva, comunemente nota con il soprannome "gobba", negli anni 1860 si limitava a fare il periplo del centro storico ma, agli anni 2000, lo divideva ormai scomodamente pressoché a metà. 
Gli scopi principali furono infatti quelli di eliminare i sette passaggi a livello posti lungo alcune delle principali vie dell’abitato e aumentare la capacità e la velocità del tracciato, interessato da un notevole traffico merci internazionale. Ciò fu possibile mediante il raddoppio del binario e la dismissione dell'originario scalo ferroviario, inaugurato nel 1864, che aveva ormai perso la propria originale funzione di diramazione ed era poco funzionale alle esigenze dell'utenza, essendo piuttosto isolato rispetto al centro storico.
I lavori per la realizzazione delle nuove infrastrutture iniziarono nel primo semestre del 2009. Questi compresero la costruzione di un tratto ferroviario quasi in rettilineo di circa 2.7 km, per la maggior parte a doppio binario, l'area e le strutture relative alla nuova stazione e tre sottopassi stradali: due di essi sono posti nelle immediate adiacenze della stazione, il terzo è posizionato nella parte terminale della variante, verso nord. L'ampia curva dell'originario tracciato venne quindi disarmata entro la fine del 2012 in quanto sostituita dal nuovo, lungo rettilineo passante, posto ad oriente del centro abitato. La nuova stazione, ricavata tra la chiesa di San Lorenzo e quella di Santa Maria del Boggio, insieme al nuovo tracciato, furono inaugurati il 5 dicembre 2011.

## Strutture e impianti

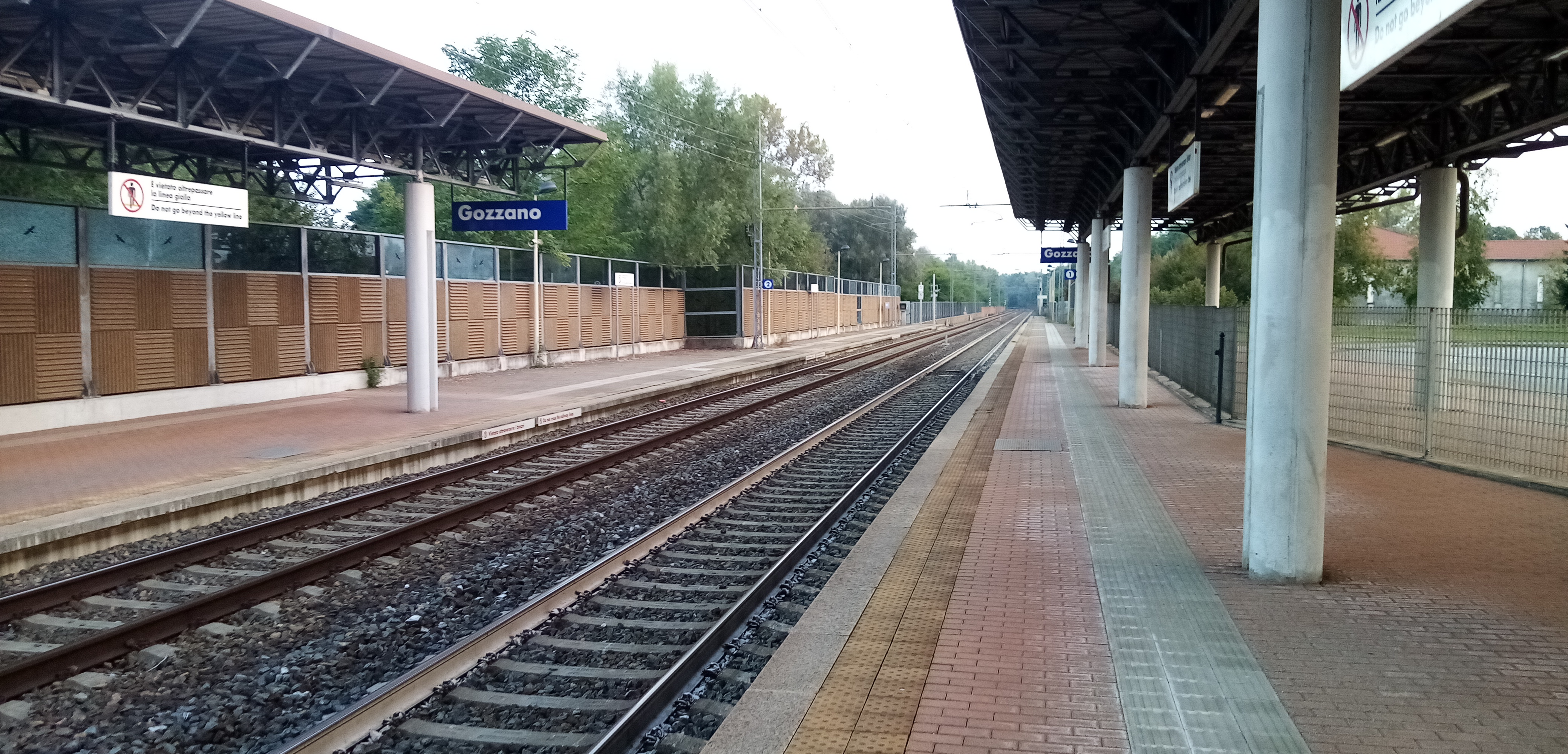
Vista dei binari lato Novara

La gestione degli impianti è affidata a Rete Ferroviaria Italiana. La stazione è impresenziata sin dalla sua apertura, in quanto telecomandata a distanza mediante il sistema CTC. Quest'ultimo fa capo al Dirigente Centrale Operativo ubicato presso la stazione di Torino Lingotto.
In considerazione del modesto traffico viaggiatori che interessa sia la conca di Gozzano che in generale l'intera linea, impiegata maggiormente nell'ambito del traffico merci internazionale, nella costruzione della nuova stazione è prevalsa l'idea di creare un impianto semplice ed essenziale, non ritenendo quindi necessaria la costruzione di un fabbricato viaggiatori. L'unico stabile presente è un magazzino di servizio in uso a RFI costituito da un edificio a pianta rettangolare, in cemento armato e che presenta una facciata a capanna con tetto a spioventi, integralmente recintato al fine di renderlo inaccessibile all'utenza. All'interno dello stesso sono collocate le apparecchiature tecniche per la gestione del traffico sulla linea e la sua sicurezza e un deposito per gli addetti alla manutenzione: in particolare all'interno è ospitato anche un banco ACEI, utilizzato tuttavia solo in casi emergenziali, in quanto il traffico è controllato da remoto. Sulla parete che si rivolge verso il fascio binari sono posti due cartelli recanti la progressiva chilometrica della tratta e due campanelle Leopolder di tipo elettronico, che trillano per annunciare gli eventuali incroci e il transito di treni che non effettuano fermata in stazione.
La stazione dispone di un piazzale binari elettrificato a 3000 V in corrente continua, che è costituito da due binari. Il binario 1 è di corretto tracciato, ed è quello usualmente utilizzato sia per il servizio viaggiatori che per i transiti, mentre il binario 2, a tracciato deviato, è utilizzato solo per gli eventuali incroci e per le precedenze. Entrambi sono serviti da una propria banchina che si presenta rialzata a 55 cm dal suolo, secondo gli standard europei, onde coincidere con la soglia dei vagoni. Esse sono quasi interamente coperte da tettoie in lamiera metallica con struttura portante a traliccio, poggianti su pilastri in cemento di forma cilindrica. A collegarle vi è un sottopassaggio pedonale che dispone, oltre alla scala per i pedoni, anche di due rampe, che lo rendono accessibile ai portatori di handicap.
L'informazione riguardante il servizio viaggiatori è garantita mediante due display elettronici a LED collocati uno all'ingresso della stazione, rivolto verso il piazzale esterno, e l'altro all'uscita del sottopasso sulla seconda banchina, oltre che mediante gli orari cartacei apposti in apposite bacheche ubicate lungo le banchine, nei pressi degli sbocchi del sottopassaggio. Nei pressi dell'ingresso principale, sui pilastri adiacenti all'imbocco del sottopasso, sono inoltre presenti due obliteratrici.

## Movimento
La stazione è servita dai treni regionali svolti da Trenitalia in base al contratto di servizio stipulato con Regione Piemonte.
Tutti i treni passeggeri che percorrono la linea effettuano fermata presso la stazione, per un totale di quindici nei giorni feriali e otto nei festivi.

## Servizi
La stazione è classificata da RFI nella categoria bronze.

## Interscambi
Nel piazzale esterno della stazione, oltre alla presenza di uno stallo riservato a servizi taxi o NCC, presso il medesimo marciapiede che funge da banchina a servizio del binario 1, sono attuati i seguenti interscambi:
- Fermata autobus